# بانوان اول ترکیه
بانوی اول ترکیه (به ترکی استانبولی: Türkiye First Lady'si)، همسر رئیس‌جمهور ترکیه است.

## صاحبان دفتر
| شماره. | نگاره | نام (زادروز-درگذشت)       | دوران تصدی      | دوران تصدی    | دوران تصدی      | رییس‌جمهور         | یادداشت |
| شماره. | نگاره | نام (زادروز-درگذشت)       | آغاز            | پایان         | مدت             | رییس‌جمهور         | یادداشت |
| ------ | ----- | ------------------------- | --------------- | ------------- | --------------- | ----------------- | --- |
| ۱      |       | لطیفه عشاقی (۱۸۹۸–۱۹۷۵)   | ۲۹ اکتبر ۱۹۲۳   | ۵ اوت ۱۹۲۵    | ۱ سال، ۲۸۰ روز  | مصطفی کمال آتاترک | در دومین سال ریاست‌جمهوری از همسرش جدا شد.                                                                                      |
| ۲      |       | موهبه اینونو (۱۸۹۷–۱۹۹۲)  | ۱۱ نوامبر ۱۹۳۸  | ۲۷ مه ۱۹۵۰    | ۱۱ سال، ۱۹۷ روز | عصمت اینونو       | |
| ۳      |       | رشیده بایار (۱۸۸۶–۱۹۶۲)   | ۲۲ مه ۱۹۵۰      | ۲۷ مه ۱۹۶۰    | ۱۰ سال، ۵ روز   | جلال بایار        | |
| ۴      |       | ملاحت گورسل (۱۸۹۹–۱۹۷۴)   | ۲۷ مه ۱۹۶۰      | ۲۸ مارس ۱۹۶۶  | ۵ سال، ۳۰۵ روز  | جمال گورسل        | |
| ۵      |       | عاطفه سونای (۱۹۰۴–۲۰۰۲)   | ۲۸ مارس ۱۹۶۶    | ۲۸ مارس ۱۹۷۳  | ۷ سال، ۰ روز    | جودت سونای        | |
| ۶      |       | امل کوروترک (۱۹۱۵–۲۰۱۳)   | ۶ آوریل ۱۹۷۳    | ۶ آوریل ۱۹۸۰  | ۷ سال، ۰ روز    | فخری کوروترک      | |
| ۷      |       | سکینه اورن (۱۹۲۲–۱۹۸۲)    | ۱۲ سپتامبر ۱۹۸۰ | ۳ مارس ۱۹۸۲   | ۱ سال، ۱۷۲ روز  | کنان اورن         | او در پی به رسمیت نشناختن کودتایی که در آن همسرش به قدرت رسید، از پذیرش این عنوان سر باز زد و در دومین سال ریاست‌جمهوری درگذشت. |
| ۸      |       | سمرا اوزال (زاده ۱۹۳۴)    | ۹ نوامبر ۱۹۸۹   | ۱۷ آوریل ۱۹۹۳ | ۳ سال، ۱۵۹ روز  | تورگوت اوزال      | |
| ۹      |       | نظمیه دمیرل (۱۹۲۷–۲۰۱۳)   | ۱۶ مه ۱۹۹۳      | ۱۶ مه ۲۰۰۰    | ۷ سال، ۰ روز    | سلیمان دمیرل      | |
| ۱۰     |       | سمرا سزر (زاده ۱۹۴۴)      | ۱۶ مه ۲۰۰۰      | ۲۸ اوت ۲۰۰۷   | ۷ سال، ۱۰۴ روز  | احمد نجدت سزر     | |
| ۱۱     |       | خیرالنساء گل (زاده ۱۹۶۴)  | ۲۸ اوت ۲۰۰۷     | ۲۸ اوت ۲۰۱۴   | ۷ سال، ۰ روز    | عبدالله گل        | |
| ۱۲     |       | امینه اردوغان (زاده ۱۹۵۶) | ۲۸ اوت ۲۰۱۴     | متصدی کنونی   | ۱۰ سال، ۲۳۱ روز | رجب طیب اردوغان   | |